# Paralastor dubiosus
Paralastor dubiosus är en stekelart som beskrevs av Perkins 1914. Paralastor dubiosus ingår i släktet Paralastor och familjen Eumenidae. Inga underarter finns listade i Catalogue of Life.